# Ліпіна (Лодзинське воєводство)
Ліпіна (пол. Lipina) — село в Польщі, у гміні Паєнчно Паєнчанського повіту Лодзинського воєводства.
Населення — 82 особи (2011).
У 1975-1998 роках село належало до Ченстоховського воєводства.

## Демографія
Демографічна структура станом на 31 березня 2011 року:
|          | Загалом | Допрацездатний вік | Працездатний вік | Постпрацездатний вік |
| -------- | ------- | ------------------ | ---------------- | -------------------- |
| Чоловіки | 42      | 11                 | 27               | 4                    |
| Жінки    | 40      | 6                  | 24               | 10                   |
| Разом    | 82      | 17                 | 51               | 14                   |